# Jerzy Dmochowski (fizjolog roślin)

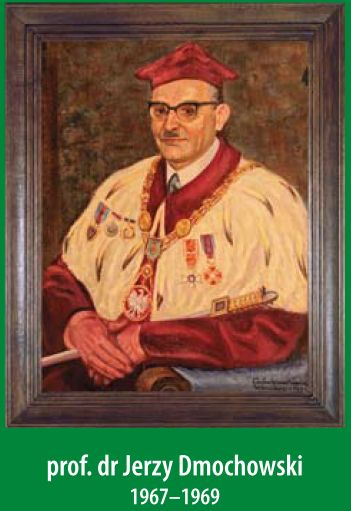
Obraz w sali Senatu Uczelni

Jerzy Dmochowski (ur. 21 sierpnia 1902 w Sielcach, zm. 13 września 1969 w Szczecinie) – polski profesor nauk rolniczych w zakresie fizjologii roślin, nauczyciel akademicki

## Życiorys
Jerzy Dmochowski urodził się w wielodzietnej inteligenckiej rodzinie górniczej. Do szkoły średniej uczęszczał w Sosnowcu, a po maturze studiował rolnictwo na Uniwersytecie Poznańskim. Od trzeciego roku studiów pracował kolejno jako zastępca asystenta, młodszy i starszy asystent i adiunkt w Katedrze Fizjologii Roślin. Dyplom inżyniera otrzymał w 1926, a rok później został magistrem inżynierem rolnictwa. Będąc asystentem, pracował również w Wielkopolskim Związku Kół Doświadczalnych w Poznaniu w charakterze instruktora-kierownika, przyczyniając się do wyprodukowania wysokokwalifikowanego jęczmienia browarnego. W latach 1928–1930 nauczał nawożenia i doświadczalnictwa w Szkole Rolnej w Środzie Wlkp. Stopień doktora nauk rolniczych otrzymał w 1933 na podstawie rozprawy Przemiany tłuszczu w niektórych nasionach i drzewach, wykonanej pod kierunkiem prof. dra Bronisława Niklewskiego. W latach 1937–1939 był powołany na stanowisko naczelnika Wydziału Produkcji Roślinnej Wielkopolskiej Izby Rolniczej. Podczas II wojny światowej zajmował się tajnym nauczaniem oraz był nauczycielem w szkołach średnich. W 1951 został docentem, a w 1965 – profesorem nadzwyczajnym nauk rolniczych.
W 1955 został powołany do nowo powstałej Wyższej Szkoły Rolniczej w Szczecinie, gdzie został kierownikiem zorganizowanej przez siebie Katedry Fizjologii Roślin. Pełnił kolejno funkcje prorektora ds. nauczania i wychowania (1955–1959), prodziekana (1961–1962) i dziekana (1962-1967) Wydziału Rolniczego, a w latach 1967–1969 był rektorem uczelni.
Opublikował 53 prac naukowych z zakresu fizjologii roślin i nawożenia, w tym 5 podręczników akademickich. Wypromował 3 doktorów.
Prof. dr inż. Jerzy Dmochowski zmarł nagle 13 września 1969, uroczysty pogrzeb odbył się 17 września 1969 na Cmentarzu Centralnym w Szczecinie.

## Medale i odznaczenia
- Krzyż Oficerski Orderu Odrodzenia Polski
- Złoty Krzyż Zasługi
- Odznaka Zasłużonego Nauczyciela PRL
- Złoty Gryf Pomorski
- Odznaka Zasłużonego dla Ziemi Koszalińskiej